# Чавдар Атанасов
Чавдар Атанасов Димитров е бивш български футболист, офанзивен полузащитник, служител на МВР с чин комисар. След приключване на активна спортна кариера работи в Спортната асоциация на Министерство на вътрешните работи. От 2016 година е Директор на Центъра по бойна подготовка и спорт на МВР.

## Кариера
Роден е на 3 февруари 1973 г. във Враца.
Играл е за Ботев (Враца), Академик (Свищов), ЦСКА, Литекс, Септември, Левски (София), Локомотив (Пловдив), Беласица, Вихър (Горубляне) и за полицейския национален отбор. Шампион на България през 2000 и 2001 с Левски (Сф), вицешампион през 1994 с ЦСКА, носител на купата на страната през 2000 г. с Левски (Сф). В евротурнирите има 7 мача и 1 гол (1 мач за Левски в КЕШ, 5 мача и 1 гол за Левски и 1 мач за ЦСКА в турнира за купата на УЕФА). Отбелязва гол срещу Ювентус (1:1 на ст. „Деле Алпи“ в Торино). Съсобственик е на спортен комплекс в столичния квартал „Младост“-4

## ФК Ботев Враца
На 9 април 2010, Чавдар Атанасов е избран за председател (изпълняващ задължения на президент) на родния си клуб Ботев (Враца).

## Статистика по сезони
- Ботев (Враца) – 1990/91 - Б група, 13 мача/0 гола
- Академик (Св) – 1992/93 - Б група, 31/6
- ЦСКА – 1994/ес. - А група, 4/0
- Берое – 1995/пр. - А група, 14/0
- Литекс – 1995/96 - А група, 21/2
- Септември – 1996/97 - Б група, 28/5
- Септември – 1997/98 - Б група, 25/7
- Септември – 1998/99 - А група, 24/11
- Левски (София) – 1999/00 - А група, 21/4
- Левски (София) – 2000/01 - А група, 15/2
- Локомотив (Пд) – 2001/02 - А група, 28/2
- Локомотив (Пд) – 2002/03 - А група, 11/0
- Беласица – 2003/ес. - А група, 10/1
- Вихър – 2004/05 - В група, 19/7
- Вихър – 2005/06 - В група, 28/16